# Oxymonadida
Az Oxymonadida a Preaxostyla egy jobbára állatok, többnyire termeszek és más faevő rovarok emésztőrendszerében élő kládja. A hasonló Parabasalia kládhoz hasonlóan cellulózbontó szimbionta baktériumokkal rendelkezik. Nem ismert benne mitokondrium vagy abból visszamaradt mitokondriális eredetű sejtszervecske (MRO), például hidrogenoszóma vagy mitoszóma, 3 fajban a mitokondriumok molekuláris markerei se ismertek.
Tagjai például a Dinenympha, Pyrsonympha, Oxymonas, Streblomastix, Monocercomonoides, Blattamonas nemzetségek.

## Jellemzők
Legtöbb faja mintegy 50 μm hosszú, és 1 sejtmagja van 4 ostorral. Alapi testeiből több hosszú mikrotubulusokból álló lap ered, melyek axostylust alkotnak, de ez a Parabasaliáétól eltérő szerkezetű. A sejt ezt használhatja úszásra, mivel a lapok egymáson elcsúszva annak undulációját okozzák. A preaxostylus az ostorokat 2 párra választja szét. Egyes Oxymonadida-fajok több maggal, ostorral és axostylussal rendelkeznek.

Az Oxymonadida morfológiája

## Kapcsolat aTrimastixszal ésParatrimastixszal
A szabadon élő Trimastix és Paratrimastix az Oxymonadida közeli rokonai. Nem rendelkeznek mitokondriummal, és 4 ostorukat preaxostylus választja el, de az Oxymonadidával ellentétben van sejtszájuk. E jellemző alapján sorolták korábban az Excavata csoportba a 3 kládot, melyen belül mindhárom a Metamonada tagja. A molekuláris filogenetika az Anaeromonadeát (más néven Preaxostyla), melybe az Oxymonadida, a Trimastix és a Paratrimastix tartoznak, a Metamonadába sorolták.

## Rendszertan
- Oxymonadida Grassé 1952 emend. Cavalier-Smith 2003[10]
  - Oxymonadidae Kirby 1928 [Oxymonadaceae; Oxymonadinae Cleveland 1934]
    - ?Metasaccinobaculus Freitas 1945
    - Barroella Zeliff 1944 [Kirbyella Zeliff 1930 non Kirkaldy 1906 non Bolivar 1909]
    - Microrhopalodina Grassé & Foa 1911 [Proboscidiella Kofoid & Swezy 1926]
    - Opisthomitus Grassé 1952 non Duboscq & Grassé 1934
    - Oxymonas Janicki 1915
    - Sauromonas Grassé & Hollande 1952

  - Polymastigidae Bütschli 1884 [Polymastiginae Kirby 1931; Polymastigaceae; Streblomastigaceae; Streblomastigidae Kofoid & Swezy 1919]
    - ?Paranotila Cleveland 1966
    - ?Tubulimonoides Krishnamurthy & Sultana 1976
    - Blattamonas Treitli et al. 2018
    - Brachymonas (Grassé 1952) Treitli et al. 2018 non Hiraishi et al. 1995
    - Monocercomonoides Travis 1932
    - Polymastix Bütschli 1884 non Gruber 1884
    - Streblomastix Kofoid et Swezy 1920

  - Pyrsonymphidae Grassé 1892 [Pyrsonymphaceae; Pyrsonymphinae Kirby 1937 nom. nud.; Dinenymphidae Grassé 1911; Dinenymphinae Cleveland et al. 1934; Dinenymphaceae]
    - Dinenympha Leidy 1877 [Pyrsonympha (Dinenympha) (Leidy 1877) Koidzumi 1921]
    - Pyrsonympha Leidy 1877 [Pyrsonema Kent 1881; Lophophora Comes 1910 non Coulter 1894 non Kraatz 1895 non Moeschler 1890]

  - Saccinobaculidae Brugerolle et Lee 2002 ex Cavalier-Smith 2012 [Saccinobaculinae Cleveland et al. 1934]
    - Notila Cleveland 1950
    - Saccinobaculus Cleveland-Hall, Sanders et Collier 1934